# Мохаммед Рафи (военный)
Мохаммед Рафи (родился в 1946) — военный и государственный деятель Афганистана, генерал армии.

## Семья
По этнической принадлежности — пуштун. Отец — Ширин Хан, один из первых афганских военных пилотов реактивных самолётов.

## Офицер
Получил образование в лицеях «Эстекляль» и «Хабибия», окончил Кабульское военное училище (1967). Служил в бронетанковых войсках. С 1973 — член Народно-демократической партии Афганистана (НДПА; член фракции «Парчам»). С 1974 — майор, командир танкового батальона. С 1976 — начальник штаба 4-й танковой бригады.
Участвовал в государственном перевороте 1978 — так называемой Саурской — Апрельской — революции. В мае — августе 1978 — министр общественных работ. В августе 1978 был арестован по обвинению в участии в заговоре против режима Нур Мухаммеда Тараки, приговорён к 20 годам лишения свободы. В октябре 1979 срок заключения был сокращён до 12 лет. После ввода советских войск в Афганистан в декабре 1979 был освобождён из тюрьмы.

## Генерал
В 1980—1982 годах — министр обороны. С апреля 1980 — генерал-майор. Член ЦК НДПА и Революционного совета, с 1981 — член политбюро ЦК НДПА. Проводил политику «парчамизации» армии, то есть расстановке на ключевых постах членов фракции «Парчам» в ущерб фракции «Хальк».
Деятельность генерала Мохаммеда Рафи вызывала недовольство советских военных советников, обвинявших его в недостаточной активности и компетентности; кроме того, «парчамизация» вызывала недовольство военачальников, входивших во фракцию «Хальк» и имевших связи с военными кругами СССР. 23 мая 1982 он был переведён с поста министра обороны на пост заместителем председателя Совета Министров Афганистана. В 1982—1983 учился в Военной академии Генерального штаба в Москве. С 1984 — заместитель председателя Революционного совета.
5 декабря 1986 года вновь назначен министром обороны по инициативе президента Наджибуллы (своего коллеги по фракции «Парчам»), занимал этот пост до 1988 года. В 1988—1992 годах — вице-президент Афганистана. С 1989 года— член Высшего совета обороны родины. В 1990—1992 годах — член исполнительного бюро центрального совета партии Отечества (бывшей НДПА).

## После развала режима НДПА
После развала режима НДПА вместе с тремя другими вице-президентами (А. Р. Хатефом, А. Х. Мохтатом и А. В. Сораби) и министром иностранных дел Абдул Вакилем входил в состав совета, осуществлявшего функции президента. Как пуштун, был противником установления контроля над Кабулом непуштунскими (таджикскими и узбекскими) вооружёнными формированиями, пытался договориться о вводе в столицу войск пуштунского командира моджахедов Гульбеддина Хекматиара. После неудачи этого плана остался в расположении войск Хекматиара, затем эмигрировал.